# René-Louis Baire
René-Louis Baire (21. ledna 1874 Paříž – 5. července 1932 Chambéry) byl francouzský matematik. Zabýval se matematickou analýzou, zejména problematikou spojitosti a limity. Učinil rozhodující krok v procesu přechodu od intuitivního chápání spojitosti k modernímu množinovému pojetí.

## Život
Bairův otec byl chudý pařížský krejčí a malý René vyrůstal ve velmi nuzných poměrech. V roce 1886 ve věku dvanácti let se mu však podařilo získat stipendium umožňující mu studovat na Lycée Lakanal. Po dokončení středoškolského vzdělání nastoupil na École normale supérieure, současně však navštěvoval Hermiteovy, Picardovy a Poincarého přednášky na Sorbonně. V této době získal stipendium, které mu umožnilo strávit část studia v Itálii. Během tohoto italského pobytu navázal úzké přátelství s Vitem Volterrou. Doktorát získal roku 1899 za práci o nespojitých funkcích.
Baire trpěl chatrným zdravím, které mu velmi ztěžovalo vědeckou práci. Delší dobu po získání doktorátu proto učil pouze na lyceích a místo na univerzitě získal až roku 1901 v Montpellier. Roku 1905 nastoupil na univerzitu v Dijonu a o dva roky později tam získal místo profesora analýzy. Zde zůstal až do roku 1914, kdy kvůli svému stále se zhoršujícímu zdravotnímu stavu podal výpověď. První světovou válku strávil v Lausanne. Po jejím skončení se již na delší dobu nevrátil do vědeckého ani univerzitního života a strávil zbytek života v penzi ve Švýcarsku.